# 弟の夫
『弟の夫』（おとうとのおっと）は、田亀源五郎による日本の漫画作品。『月刊アクション』（双葉社）にて、2014年11月号から2017年7月号まで連載。小学生の娘・夏菜と父子2人で暮らす弥一と彼の弟（涼二）の結婚相手であったカナダ人男性・マイクが織りなすホームドラマ。第19回文化庁メディア芸術祭マンガ部門優秀賞、第47回日本漫画家協会賞優秀賞を受賞。第30回アイズナー賞最優秀アジア作品（Best U.S. Edition of International Material - Asia）」最優秀賞受賞。
NHK BSプレミアムの「プレミアムドラマ」枠で2018年3月にテレビドラマ化された。

## 制作
本作の連載開始から15年ほど前に、『月刊アクション』の編集部に『男女郎苦界草紙 銀の華』全3巻が送られたことがきっかけで、本作の担当編集者は田亀の作品に興味を抱いていた。一方、田亀もライターから一般誌での掲載を勧められ、同性婚が世界的な話題となっていた上にこれまでの作品が異性愛者の読者からも評判が良かったことから、異性愛者向けのゲイ漫画を描きたいと考えていた。本作の連載開始までの間、別の一般誌からもオファーがあり、「男性に告白されて主人公の性的指向が揺らぐ」というプロットが編集者には受け入れられても、編集長から却下されたことがあった。
田亀はこれまで男性同士のハードな性描写を主として扱ってきたため、どのように一般向け作品をつくればよいかわからず、悩み抜いた末に『弟の夫』のプロットを『月刊アクション』の編集部に持参した。KAI-YOUとのインタビューによれば、田亀自身は過去の経験から編集部の反応に対して半信半疑であり、連載されても目立たないところに掲載されると考えていたため、編集長が表紙に載せると決めたときは驚いたと振り返っている。
田亀はこれまで活躍してきたゲイ向け雑誌と一般誌の表現の手法が異なることに気付き、弥一が夏菜の父親としての役割を果たしていることを示すために、これまであまり描かなかった日常生活の場面を強化した。これに伴い食事の場面も増え、キャラクターの性格や文化交流を示す要素としても、食事は重要な要素の一つとなった。

## あらすじ
弥一は小学生の娘・夏菜を男手一つで育てるシングルファーザー。そんな彼のもとに弥一の双子の弟・涼二の結婚相手だったカナダ人男性・マイクが訪れる。「父に双子の弟（夏菜にとっては叔父）がいたこと」「叔父が外国人男性と結婚していたこと」を知った夏菜は驚きと共に突如現れた義理の叔父であるマイクに興味津々。こうして不思議な同居生活が始まった。

## 登場人物
折口 弥一（おりくち やいち）
本作の主人公。夏菜を男手一つで育てるシングルファーザー。両親を事故で亡くしており、両親が遺したアパートの大家をしている。マイクが来日した当初は、衣食住の面倒を見てはいるものの、内心ではゲイであることに対して多少なり嫌悪感を抱いていた。しかし、マイク自身の誠実な人柄や、夏菜や夏樹の助力もあり、早い段階で打ち解けるようになる。マイクとの生活を経て、最初は嫌悪感を抱いていた同性愛者に対しても考えは変わっていき、理解をするに至った。最終的にはマイクを義弟として、一緒に暮らした家族として認めるに至る。基本的には物事を強く言えない性格で、内心では強気な発言をすることはあっても、実際には言い留まって当たり障りのない発言に留めることがよくある。
マイク・フラナガン
涼二の結婚相手だったカナダ人男性。礼儀正しく、穏やかで優しい性格。涼二とは出会い系アプリを使っての出会い。自称日本オタクであり、日本の文化もすんなりと受け入れ、日常会話程度の日本語なら問題なくできる。日本にきた目的は、涼二との果たせなかった約束である、弥一に家族と認めてもらうことを叶えるため。カナダではジムにもいっていたらしく、大柄で立派な体格。いびきが大きく、夏菜が一緒に寝た時には眠れない程で、温泉旅行の時は弥一が気を利かせて耳栓を全員分用意する程。日本に滞在している間に牛丼がお気に入りになった。ゲイであることを隠してはいないが、大っぴらにアピールすることもない。また、涼二以外の男性には露骨に興味を示すことはなく、涼二と瓜二つである弥一に対しても弁えて接している。最初は弥一を「お兄さん」と呼んだことで弥一から拒否感を示されたが、帰国前には弥一から「ハグしてくれないか」と言われ、家族として認められた。
折口 夏菜（おりくち かな）
弥一の娘で小学生。活発な性格で、マイクとも仲が良い。幼さ故の世間体を気にしない純粋で単純な考えは弥一の同性愛者に対する考えに大きな変化をもたらしている。母親と一緒に暮らせないことを寂しがっているが、弥一の前ではその素振りを見せない様にふるまっている。マイクが帰国した後も、温泉旅行の時にマイクにとってもらったクマのぬいぐるみをマイクと名付けて大切にしている。
夏樹（なつき）
夏菜の母で弥一の元妻。明確な離婚の原因は描かれていないが、弥一曰く「原因は俺」「嫌いになったというわけではないが、結婚はうまくいかなかった」とのこと。離婚前はよく弥一と喧嘩をしていたが、現在の弥一や夏菜との関係は比較的良好。サッパリとした性格で、マイクがゲイであることも嫌悪感を示すことなく受け入れている。同性愛や家族の在り方について深く考える弥一に対し、夏樹は単純明快な意見を出して弥一にアドバイスを与える。
涼二（りょうじ）
弥一の双子の弟で夏菜の叔父。物語が始まる１ヶ月程前にカナダで亡くなっている。見た目は弥一そっくりだが、両親が亡くなった時、弥一は毅然としていたのに対し、涼二は泣き崩れていたなど、性格には差違があった。幼い頃はいつも兄弟で一緒にいる程仲が良かった。ゲイであることを高校の時に弥一にカミングアウトをしている。それ以降も明確に関係が悪化することは無かったが、お互いに涼二のセクシャリティを妙に意識しあうようになり距離ができてしまっていた。マイクと挙式した時に、一緒に日本に行って弥一にマイクを紹介すると約束したが、来日前に他界してしまった為、約束を果たせなかった。その事が原因で、マイクは絶対の約束をすることができなくなってしまった。死亡理由は不明。
小川 知哉（おがわ ともや）
夏菜の同級生の男の子。まだ恋愛については知識も興味もないごく普通の少年。
篠原 結姫（しのはら ゆき）
夏菜の同級生の女の子。おませな性格で、同性愛者のことも含めて、恋愛について興味津々だった。一方で母親は同性愛者に対して悪影響があるものと考えており、折口一家との付き合いに距離をおくようになっている。
小川 一哉（おがわ かずや）
知哉の兄の中学生。自身がゲイであることを周囲に相談できる相手がおらず悩んでいたところ、夏菜や知哉を経てマイクの事を知る。最初はゲイであることをカミングアウトすることも怖がっていたが、マイクと弥一が親身になって話を聞くことで、立ち直っていく。マイクは友達であり、良き理解者となる。友達の中に好きな男子がいる様子。
カトヤン / 加藤（かとう）
弥一と涼二の高校時代のクラスメート。ゲイであり、涼二とは高校時代にゲイ友達として交友があった。同じゲイである涼二やマイクの前では、ゲイであることを隠さず行動するが、そうでない者がいる場では、同性愛者の話題自体をしないようにしている。また、ゲイであることを隠しており、日常生活でも悟られそうな行動は控えている。ゲイであることを隠していないマイクにとっては、いまいち理解し難かった。マイクに興味を示し、弥一に内緒で二人きりでディナーやゲイバーに誘ったりする。
横山先生
夏菜の担任教師。同性愛者や父子家庭に対して差別意識があり、それらの事情が原因で夏菜がいじめの対象になりかねないと考える。

## 反響
バイス・メディアのJames Yeh は、日本では認められていない男性の同性婚の扱い方について触れ、男性キャラクターを筋肉質に描く田亀の作風を「美しく、感動的で、人間の業に深く切り込んでいる」と評した。

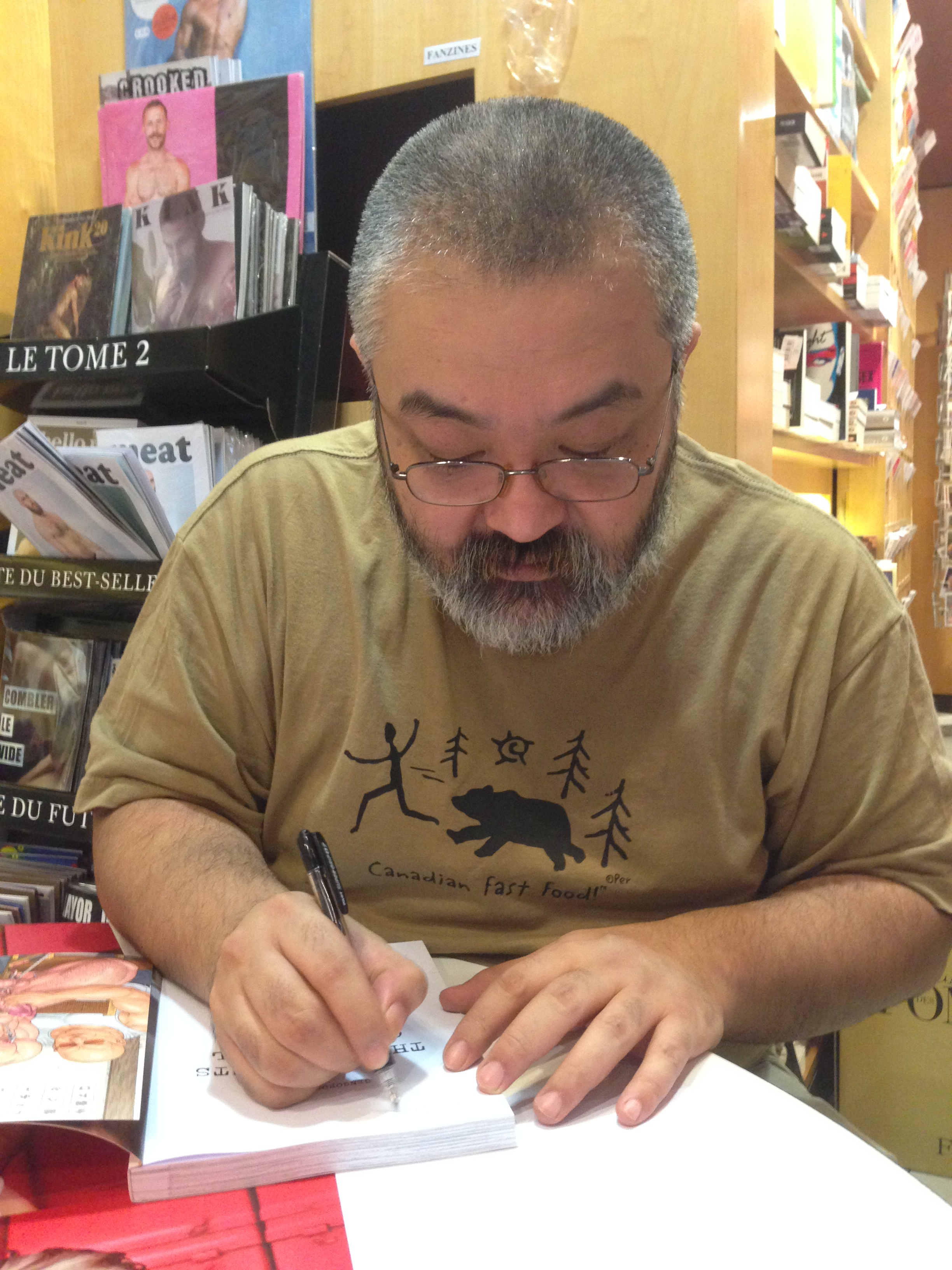
作者である田亀源五郎

チャールズ・プリアム=ムーアは、ブログ・io9に寄せた記事の中で、「『弟の夫』は、些細ながらも様々な場面での同性愛に対する嫌悪が日々積み重なった結果、弥一の弟である涼二が日本を去ったということがほのめかされている」と、現代日本における同性愛に対する嫌悪感の扱い方について触れ、「小さくて目立たない偏見もまた大々的な偏見と同じくらい有害であること、そしてそれらの偏見は処理しやすいとは限らないことを、田亀は表現したかったのではないか。田亀はそのことを理解しており、物語の後半は希望に満ちた展開となっており、読者も希望を持つだろう」と述べた。
Anime News Networkのレベッカ・シルバーマンは「『弟の夫』は、偏見や先入観が相手だけでなく自分たちをも傷つけることを率直かつ静かに、われわれの感情へ訴えかけている。心を痛めるような要素も、心を温めるような要素も織り込まれている分、第1巻は読む価値があり、他の人気漫画では見られないような体毛の描写といった田亀の実直できれいな作風もまた、作品にリアリティを与えている。読んでいるうちにはまってしまうような作品だが、考えるべきところがたくさんあるだけでなく、本当に終わってほしくないと思える作品でもある」として、A-の評価をつけた。その一方で、シルバーマンはマイクをキャラクターとして成り立たせるための時間と、絵柄の一部について批判的な見解をみせた。
2015年、本作は第19回文化庁メディア芸術祭マンガ部門優秀賞を受賞した。
2016年には、第44回アングレーム国際漫画祭にて、本作のフランス語版が最優秀漫画賞にノミネートされた。
2018年には、第47回日本漫画家協会賞優秀賞を受賞した。

## 書誌情報
- 田亀源五郎 『弟の夫』 双葉社〈アクションコミックス〉、全4巻
  1. 2015年5月25日発売、ISBN 978-4-575-84625-6
  2. 2016年1月12日発売、ISBN 978-4-575-84741-3
  3. 2016年10月12日発売、ISBN 978-4-575-84863-2
  4. 2017年7月12日発売、ISBN 978-4-575-85005-5

## テレビドラマ
NHK BSプレミアムの「プレミアムドラマ」枠にて、2018年3月4日から3月18日まで放送された。全3回。5月4日にはNHK総合にて全3話が一挙再放送された。主演は佐藤隆太。

### キャスト

#### 主要人物
- 折口弥一・涼二 - 佐藤隆太
- マイク・フラナガン - 把瑠都
- 平田夏樹 - 中村ゆり
- 折口夏菜 - 根本真陽
- ユキちゃん - 平尾菜々花
- 小川一哉 - 小林喜日
- 横山先生 - 大倉孝二
- カトやん - 野間口徹

#### その他
- 菊池隆一 - 黒田大輔
- トモくん - 下田旬
- 斎藤敏雄 - 諏訪太朗
- ユキちゃんの母 - 小林麻子

### スタッフ
- 原作 - 田亀源五郎『弟の夫』
- 脚本 - 戸田幸宏
- 音楽 - 阿南亮子
- 制作統括 - 出水有三（NHK）、須崎岳（NHKエンタープライズ）、大谷直哉（ザロック）
- プロデューサー - 緒方慶子
- 演出 - 吉田照幸（NHKエンタープライズ）、戸田幸宏（NHKエンタープライズ）
- 制作 - NHKエンタープライズ
- 制作・著作 - NHK、ザロック

### 放送日程
| 放送回 | 放送日  | ラテ欄                         | 演出     |
| ------ | ------- | ------------------------------ | -------- |
| 第一回 | 3月04日 | LGBT題材に描く新しい家族の物語 | 吉田照幸 |
| 第二回 | 3月11日 | アクエーキョー? 広がる波紋     | 戸田幸宏 |
| 最終回 | 3月18日 | 早くも、マイクと別れの日が     | 吉田照幸 |

### 関連商品
DVD
- 弟の夫（2018年7月27日発売予定、NHKエンタープライズ、NSDS-23216）

| NHK BSプレミアム プレミアムドラマ       | NHK BSプレミアム プレミアムドラマ | NHK BSプレミアム プレミアムドラマ        |
| 前番組                                  | 番組名                            | 次番組                                   |
| --------------------------------------- | --------------------------------- | ---------------------------------------- |
| 我が家の問題 （2018年2月4日 - 2月25日） | 弟の夫 （2018年3月4日 - 3月18日） | PTAグランパ2! （2018年4月8日 - 5月27日） |